# 米洛 (梅克伦堡-前波美拉尼亚州)
米洛是德国梅克伦堡-前波美拉尼亚州的一个市镇。总面积33.43平方公里，总人口415人，其中男性207人，女性208人（2011年12月31日），人口密度12人/平方公里。